# KCNN4
KCNN4 (англ. Potassium calcium-activated channel subfamily N member 4) – білок, який кодується однойменним геном, розташованим у людей на короткому плечі 19-ї хромосоми. Довжина поліпептидного ланцюга білка становить 427 амінокислот, а молекулярна маса — 47 696.
| 10         |  | 20         |  | 30         |  | 40         |  | 50         |
| ---------- |  | ---------- |  | ---------- |  | ---------- |  | ---------- |
| MGGDLVLGLG |  | ALRRRKRLLE |  | QEKSLAGWAL |  | VLAGTGIGLM |  | VLHAEMLWFG |
| GCSWALYLFL |  | VKCTISISTF |  | LLLCLIVAFH |  | AKEVQLFMTD |  | NGLRDWRVAL |
| TGRQAAQIVL |  | ELVVCGLHPA |  | PVRGPPCVQD |  | LGAPLTSPQP |  | WPGFLGQGEA |
| LLSLAMLLRL |  | YLVPRAVLLR |  | SGVLLNASYR |  | SIGALNQVRF |  | RHWFVAKLYM |
| NTHPGRLLLG |  | LTLGLWLTTA |  | WVLSVAERQA |  | VNATGHLSDT |  | LWLIPITFLT |
| IGYGDVVPGT |  | MWGKIVCLCT |  | GVMGVCCTAL |  | LVAVVARKLE |  | FNKAEKHVHN |
| FMMDIQYTKE |  | MKESAARVLQ |  | EAWMFYKHTR |  | RKESHAARRH |  | QRKLLAAINA |
| FRQVRLKHRK |  | LREQVNSMVD |  | ISKMHMILYD |  | LQQNLSSSHR |  | ALEKQIDTLA |
| GKLDALTELL |  | STALGPRQLP |  | EPSQQSK    |  |            |  |            |

A: Аланін

C: Цистеїн

D: Аспарагінова кислота

E: Глутамінова кислота

F: Фенілаланін

G: Гліцин

H: Гістидин

I: Ізолейцин

K: Лізин

L: Лейцин

M: Метіонін

N: Аспарагін

P: Пролін

Q: Глутамін

R: Аргінін

S: Серин

T: Треонін

V: Валін

W: Триптофан

Кодований геном білок за функціями належить до іонних каналів, фосфопротеїнів. 
Задіяний у таких біологічних процесах, як імунітет, транспорт іонів, транспорт. 
Білок має сайт для зв'язування з молекулою кальмодуліну. 
Локалізований у клітинній мембрані, мембрані.